# San Fernando, Ensenada
San Fernando är en ort i Mexiko.   Den ligger i kommunen Ensenada och delstaten Baja California, i den nordvästra delen av landet, 2 100 km nordväst om huvudstaden Mexico City. San Fernando ligger 23 meter över havet och antalet invånare är 210.
Terrängen runt San Fernando är platt åt sydväst, men åt nordost är den kuperad. Runt San Fernando är det glesbefolkat, med 8 invånare per kvadratkilometer. Närmaste större samhälle är San Quintín, 3,4 km söder om San Fernando. Omgivningarna runt San Fernando är i huvudsak ett öppet busklandskap.